# Orthosia pulverulenta
Orthosia pulverulenta là một loài bướm đêm trong họ Noctuidae.